# Isaac Potter
Isaac Potter (getauft 17. Februar 1690 in Chaddesley Corbett, Worcestershire, England; † 18. Februar 1735 in Windschacht bei Schemnitz) ein in Österreich tätiger englischer Ingenieur und Konstrukteur.
1722 errichtete er gemeinsam mit Joseph Emanuel Fischer von Erlach in Königsberg bei Schemnitz im damaligen Ungarn (heute: Slowakei) die erste „Feuermaschine“, eine Newcomensche atmosphärische Dampfmaschine auf dem europäischen Kontinent, die im Bergbau eingesetzt wurde und Wasser aus den Berg förderte. Diese ist unter dem Namen der Potterischen Feuermaschine bekannt geworden.
Der Leipziger Mechaniker Jacob Leupold beschreibt sie im Theatrum machinarum hydraulicum folgendermaßen:
„Den daselbst befindlichen Nachrichten zufolge scheint sie in den Jahren 1722 oder 1723 zu Stande gekommen zu seyn. Sie brauchte täglich drey Klaftern Holz, und hob in 25 Sätzen Röhren von 6 Zoll Durchmesser und 4 Klaftern Höhe das Wasser 14-mal in einer Minute 6 Schuhe hoch. Der Druck der Luftsäule auf den Kolben ward auf 111 Centner gerechnet.“